# Try This
Try This je třetí studiové album zpěvačky Pink vydané 10. listopadu 2003 u Arista Records.
V polovině roku 2003 přispěla P!nk písní Feel a good time k filmu Charlieho andílci: Na plný pecky, v tomto filmu se objevila jako provozovatelka motokrosové rampy. Tuto píseň napsala spolu se zpěvákem Beckem a produkovala ji spolu s umělcem Williamem Orbitem.
Feel a good time se objevila také na třetím albu této zpěvačky Try this, které vyšlo 11. listopadu 2003. Osm ze třinácti písní napsala P!nk spolu s Timem Armstrongem ze skupiny Rancid.

Přestože Try this v Americe pokořilo Top 10 prodávaných alb, v Kanadě, Británii a Austrálii byly prodeje menší, než u alba M!ssundaztood. V Americe se stalo platinovým a byly prodány 3 miliony kusů tohoto hudebního počinu. Přesto byl zaznamenán komerční propad oproti M!ssundaztood. Singly Trouble a God is a DJ se v Americe nedostaly do Top 40, ale v ostatních zemích pokořily Top 10. Singl Last to know byl dokonce vydán jako singl pouze mimo Severní Ameriku. Trouble získala pro P!nk její druhou cenu Grammy (za nejlepší rockové pěvecké vystoupení) a v roce 2004 byla píseň Feel a good time nominována na cenu Grammy v kategorii Nejlepší popová spolupráce s vokály. P!nk absolvovala rozsáhlé Try this tour po Evropě a Austrálii.

## Seznam písní
1. Trouble - 3:13
2. God Is a DJ - 3:46
3. Last to Know - 4:03
4. Tonight's the Night - 3:56
5. Oh My God - 3:44
6. Catch Me While I'm Sleeping - 5:03
7. Waiting for Love - 5:28
8. Save My Life - 3:16
9. Try Too Hard - 3:14
10. Humble Neighborhoods - 3:52
11. Walk Away - 3:39
12. Unwind - 3:14
13. Love Song - 2:29

## Singly
- „Feel Good Time“
- „Trouble“
- „Humble Neighborhoods“
- „Catch Me While I'm Sleeping“
- „God Is a DJ“
- „Last to Know“